# Hevessy József
Hevessy József (Hámor, 1931. október 10. – Debrecen, 2005. július 18.) Debrecen polgármestere 1990 és 1998 között.

## Pályafutása
A Földes Ferenc Gimnáziumban érettségizett Miskolcon. A Kossuth Lajos Tudományegyetem fizika-matematika szakán végzett, ezután tanársegédként a Kísérleti Fizikai Intézetben dolgozott. Az 1956-os forradalom idején az ellenállási csoport tagjaként röpcédulákat terjesztett Debrecenben, emiatt 1957-ben letartóztatták és hat év börtönre ítélték, amit három évre csökkentettek. 1959-ben amnesztiával szabadult, ezután nehezen kapott munkát, majd 1961-től Miskolcon dolgozott az újonnan alakult Tüzeléstechnikai Kutatóintézet tudományos munkatársaként. 1966-tól ismét Debrecenben dolgozott, fejlesztőmérnökként, majd 1976-tól a Debreceni Orvostudományi Egyetemen tudományos tanácsadóként. 1973-ban elvégezte a Budapesti Műszaki Egyetemen az integrált áramkörös elektronika szakot. 1980-ban doktori címet szerzett. 

### Politikai pályafutása
1988-ban belépett az SZDSZ-be, és a rendszerváltás utáni első önkormányzati választásokon polgármester lett. Az 1994-es választásokon újraválasztották. Az 1998-as választásokon Kósa Lajos lett az új polgármester; ettől fogva Hevessy önkormányzati képviselő volt Debrecenben.

## Díjai, elismerései
- Magyar Köztársasági Arany Érdemkereszt (1993. augusztus 19.)
- Debrecen díszpolgára (2004)